# 22 décembre
Pour les articles homonymes, voir Vingt-Deux-Décembre.
22 novembre 22 janvier
Chronologies thématiques
- Croisades
- Ferroviaires
- Sports
- Disney
- Anarchisme
- Catholicisme

Abréviations / Voir aussi
- (° 1852) = né en 1852
- († 1885) = mort en 1885
- a.s. = calendrier julien
- n.s. = calendrier grégorien
- Calendrier
- Calendrier perpétuel
- Liste de calendriers
- Naissances du jour

Le 22 décembre est le 356e jour de l'année du calendrier grégorien, le 357e en cas d'année bissextile. Il reste 9 jours avant la fin de l'année.
C'est une date fréquente pour le solstice, d'hiver ou d'été selon l'hémisphère terrestre nord ou sud, entre le 20 et le 23 décembre.
C'était généralement le 2e jour du mois de nivôse dans le calendrier républicain français, officiellement dénommé jour de la houille.

## Événements

### Iersiècle
- 69 : Vespasien devient empereur romain, mettant fin à l'instabilité de l'année des quatre empereurs.

### XVesiècle
- 1465 : paix de Saint-Trond.
- 1481 : signature du convenant de Stans, traité entre les différents cantons de la Confédération des XIII cantons suisses.

### XVIesiècle
- 1522 : fin du siège de Rhodes, en mer Égée ; Soliman le Magnifique s'empare de l'île.

### XVIIesiècle
- 1603 : Ahmet Ier devient le 14e sultan ottoman.

### XVIIIesiècle
- 1793 : bataille de Wœrth-Frœschwiller.

### XIXesiècle
- 1807 : face aux agressions britanniques sur les navires américains, le président Thomas Jefferson fait voter l'Embargo Act.
- 1894 : jugement de l’affaire Dreyfus en France.

### XXesiècle
- 1944 : création de l'Armée populaire vietnamienne.
- 1949 : en Côte d'Ivoire, début de la marche des femmes sur Grand-Bassam pour demander la libération de prisonniers politiques[2].
- 1974 : aux Comores, le référendum d'indépendance du territoire se solde par la victoire du « oui », sauf à Mayotte qui choisit de rester française.
- 1989 : en Roumanie, démission du président Nicolae Ceaușescu, à la suite d'une révolution.
- 1992 : au Paraguay, découverte des archives de la terreur, qui comportent les noms de 80 000 personnes assassinées ou disparues dans six pays latino-américains.
- 1997 : massacre d'Acteal, au Mexique.

### XXIesiècle
- 2001 : 
  - Hamid Karzai devient président de l'Administration intérimaire de l'État islamique d'Afghanistan.
  - Combat d'Amami-Ōshima, opposant une flottille de la garde côtière du Japon à un faux bateau de pêche nord-coréen en réalité armé, au large de l'île japonaise d'Amami Ō-shima, en mer dite « de Chine ».
- 2016 : fin de la bataille d'Alep, lors de la guerre civile syrienne.

## Arts, culture et religion
- 1216 : dans sa bulle Religiosam vitam [eligentibus], le pape Honorius III confirme la fondation de l’ordre des Prêcheurs (Dominicains).
- 1841 : la première de La Reine de Chypre, grand opéra de Fromental Halévy, a lieu, à la Salle Le Peletier de l'Académie Royale de Musique / Opéra de Paris.
- 1894 : création du Prélude à l'Après-midi d'un faune, du compositeur musical français Claude Debussy.
- 2012 : le pape Benoît XVI gracie son majordome, Paolo Gabriele, qui avait été condamné par le Tribunal de la Cité du Vatican pour son implication dans les Vatileaks.

## Sciences et techniques
- 1666 : séance inaugurale de l'Académie française des sciences.
- 1937 : ouverture au trafic du Lincoln Tunnel, tunnel routier qui traverse le fleuve Hudson américain pour relier New York à Weehawken (New Jersey).
- 1938 : l’ornithologue Marjorie Courtenay-Latimer découvre, dans l'Océan indien, le premier cœlacanthe toujours vivant, espèce de poisson que les scientifiques croyaient éteinte depuis des millions d'années.
- 2012 : 125e anniversaire de la naissance de Srinivasa Ramanujan, point d'orgue de l'Année nationale des mathématiques en Inde.

## Économie et société
- 1720 : début du grand « brûlement » (incendie) de Rennes, nuitamment, qui va durer jusqu'au 29 décembre suivant[3].
- 1789 : décret de la division de la France en départements.
- 1917 : création du Deutsches Institut für Normung (DIN), organisme allemand de normalisation.
- 2018 :
  - en Indonésie, un tsunami dans le détroit de la Sonde cause 373 morts, et plus d’un millier de blessés.
- 2019 :
  - en Croatie, premier tour de l'élection présidentielle ; la présidente sortante Kolinda Grabar-Kitarović est candidate à sa réélection, la Constitution limitant à deux le nombre de mandats présidentiels ; elle affrontera Zoran Milanović, premier ministre entre 2011 et 2016, au second tour deux semaines plus tard[4].
  - En Ouzbékistan, les élections législatives ont lieu, avec des second tours probables en janvier 2020, afin de renouveler la Chambre législative (Oliy Majlis) du pays ; des élections régionales et municipales sont organisées en même temps que le premier tour[5].

## Naissances

### XIesiècle
- 1095 : Roger II, roi de Sicile de 1130 à 1154 († 26 février 1154).

### XVIIesiècle
- 1639 : Jean Racine, homme de lettres français († 21 avril 1699).
- 1684 : Johann Jacob Dillenius, botaniste britannique († 13 avril 1747).

### XVIIIesiècle
- 1723 : Karl Friedrich Abel, compositeur allemand († 20 juin 1787).

### XIXesiècle
- 1801 : Carl Jakob Sundevall, zoologiste suédois († 2 février 1875).
- 1805 : John Obadiah Westwood, entomologiste et archéologue britannique (+ 2 janvier 1893)
- 1858 : Giacomo Puccini, compositeur italien († 29 novembre 1924).
- 1862 : Cornelius Alexander « Connie » Mack, joueur, gérant et propriétaire américain de club de baseball († 8 février 1956).
- 1865 : Charles Sands, golfeur américain, champion olympique en 1900 à Paris († 9 août 1945).
- 1872 : Camille Guérin, vétérinaire et bactériologiste français († 9 juin 1961).
- 1876 : Filippo Marinetti, écrivain italien († 2 décembre 1944).
- 1883 : Edgard Varèse, compositeur américain († 6 novembre 1965).
- 1887 : Srinivasa Ramanujan (ஸ்ரீனிவாஸ ஐயங்கார் ராமானுஜன்), mathématicien indien († 26 avril 1920).
- 1898 : Vladimir Fock (Владимир Александрович Фок), physicien russe († 27 décembre 1974).
- 1900 : Marc Allégret, réalisateur français († 3 novembre 1973).

### XXesiècle
- 1901 :
  - André Kostelanetz, chef d’orchestre russo-américain de musique légère († 13 janvier 1980).
  - Georges Truffaut, homme politique belge († 3 avril 1942).
- 1902 : 
  - Tava Colo, supercentenaire française mahoraise, (co)doyenne possible des Français de 2016 (à sa † le 1er mai 2021).
  - Afro Poli, acteur italien († 22 février 1988).
- 1903 : Haldan Keffer Hartline, médecin et neurophysiologiste américain, prix Nobel de physiologie ou médecine († 17 mars 1983).
- 1904 : Christian Møller, physicien et chimiste danois († 14 janvier 1980).
- 1905 : Pierre Brasseur (Pierre-Albert Espinasse dit), acteur français († 16 août 1972).
- 1906 : Noël Rist, médecin et chercheur français († 23 novembre 1990).
- 1907 : Edith Margaret Emily « Peggy » Ashcroft, comédienne britannique († 14 juin 1991).
- 1908 : Giacomo Manzù, sculpteur italien († 17 janvier 1991).
- 1909 : Patricia Hayes, actrice britannique († 19 septembre 1998).
- 1910 : 
  - Ada Rogato, aviatrice brésilienne († 15 novembre 1986).
  - Emil Zehnder, homme politique suisse († 10 avril 1974).
- 1911 : Álvaro Cunqueiro, romancier, poète, dramaturge, journaliste et gastronome espagnol († 28 février 1981).
- 1912 : Lady Bird Johnson (Claudia Alta Taylor Johnson dite), épouse du président américain Lyndon B. Johnson († 11 juillet 2007).
- 1913 : Victor Ruzo, peintre suisse († 26 mars 2008).
- 1914 : Colin Hannah, militaire australien, 19e gouverneur du Queensland de 1972 à 1977 († 22 mai 1978).
- 1915 :
  - Barbara Billingsley, actrice américaine († 16 octobre 2010).
  - José Antonio Nieves Conde, scénariste et réalisateur espagnol († 14 septembre 2006).
  - Lodovico De Filippis, joueur de football italien († 12 mars 1985).
  - Felix Slatkin, violoniste et chef d'orchestre américain († 8 février 1963).
  - Henri Tournan, homme politique français († 25 février 2010).
- 1919 : Valerie Bettis, danseuse, chorégraphe et actrice américaine († 26 septembre 1982).
- 1922 :
  - Jean Malaurie, ethno-historien, géographe et écrivain français, directeur d'études à l'EHESS, devenu centenaire.
  - Ruth Roman, actrice américaine († 9 septembre 1999).
- 1930 : Jacques David, prélat français, évêque de La Rochelle et de Saintes, puis d'Évreux († 19 décembre 2018).
- 1933 : Jean Tulard, historien français.
- 1934 : 
  - Pierre Bouteiller, journaliste français († 10 mars 2017).
  - Andreï Iordan, homme d'État kirghiz, Premier ministre de 1991 à 1992 († 20 janvier 2006).
- 1936 : 
  - Héctor Elizondo, acteur et cinéaste américain.
  - Akio Kaminaga, judoka japonais († 21 mars 1993).
- 1938 :
  - Matty Alou, joueur de baseball dominicain († 3 novembre 2011).
  - Lucien Bouchard, homme politique canadien.
- 1940 :  
  - Luis Cuellar, homme politique colombien († 22 décembre 2009).
  - Albert de Pury, exégète et bibliste suisse.
  - Nasser al-Mohammed al-Sabah (الشيخ ناصر المحمد الأحمد الصباح), homme politique et diplomate koweïtien, Premier ministre.
- 1944 : Steven Norman « Steve » Carlton, joueur de baseball américain.
- 1945 : Diane Sawyer, journaliste américaine.
- 1946 : Pamela Courson, compagne de Jim Morrison le meneur des Doors († 25 avril 1974).
- 1947 : Mitsuo Tsukahara, gymnaste japonais, cinq fois champion olympique.
- 1948 :
  - Steven Patrick « Steve » Garvey, joueur de baseball américain.
  - Rick Nielsen, guitariste américain du groupe Cheap Trick.
  - Lynne Thigpen, actrice américaine († 12 mars 2003).
- 1949 :
  - Maurice Gibb, musicien et auteur-compositeur britannique du trio des frères Bee Gees († 12 janvier 2003).
  - Robin Gibb, auteur-compositeur-interprète et musicien britannique du même trio des Bee Gees († 20 mai 2012).
- 1951 : Roger Zabel, journaliste français.
- 1953 : Ian Turnbull, hockeyeur sur glace québécois.
- 1954 : Aavo Pikkuus, coureur cycliste estonien champion olympique.
- 1955 : 
  - Milan Bandić, homme politique croate candidat à une élection présidentielle, maire de la capitale Zagreb († 28 février 2021).
  - Lonnie Smith, joueur de baseball américain.
- 1956 : 
  - Philippe Harel, réalisateur, acteur et scénariste français.
  - Marie Rivière, actrice française.
- 1957 : Annie Lemoine, journaliste et romancière française.
- 1960 : 
  - Jean-Michel Basquiat, artiste américain († 12 août 1988).
  - Tyrell Biggs, boxeur américain, champion olympique.
- 1961 : Iouri Malentchenko (Юрий Иванович Маленченко), cosmonaute russe.
- 1962 : Ralph Fiennes, acteur britannique.
- 1964 : Nancy Dumais, auteure-compositrice-interprète québécoise.
- 1965 : Sergi López, acteur espagnol.
- 1966 : 
  - Dmitriy Bilozerchev, gymnaste soviétique, triple champion olympique.
  - Daniel Fauché, rameur d'aviron français, vice-champion olympique.
  - Darlene Nipper, militante américaine pour les droits LGBT.
- 1967 : Stéphane Gendron, homme politique et animateur de radio et de télévision québécois.
- 1968 : Lauralee Bell, actrice américaine.
- 1969 : 
  - Myriam Bédard, biathlète canadienne.
  - Pascal Bresson, scénariste de bande dessinée français, illustrateur et auteur de livres pour la jeunesse.
  - Scott McGrory, coureur sur piste australien, champion olympique.
  - Dagmar Hase, nageuse allemande, championne olympique.
  - Sandra Forgues, céiste française, championne olympique.
- 1971 : Pasquale « Pat » Mastroianni, acteur canadien.
- 1972 :
  - Franck Cammas, navigateur français et breton.
  - Vanessa Paradis, chanteuse et actrice française.
- 1973 : Annie Pelletier, athlète québécoise en plongée.
- 1975
  - Takuya Onishi, spationaute japonais
  - Emmanuel « Manu » Payet, humoriste, acteur et animateur français réunionnais de radio.
- 1976 : Derek Hood, basketteur américain.
- 1977 : Javier Valverde (Javier Ricardo Sánchez San José dit), matador espagnol.
- 1978 : Joanne Kelly, actrice canadienne.
- 1979 : César Hidalgo, physicien chilien.
- 1980 :
  - James Christopher « Chris » Carmack, acteur américain.
  - Marcus Haislip, basketteur américain.
- 1982 :
  - Souleymane Camara, footballeur sénégalais.
  - Místico (Luis Ignascio Urive Alvirde dit), catcheur mexicain.
  - Brooke Nevin, actrice canadienne.
- 1984 : Basshunter (Jonas Erik Altberg dit), chanteur et disc-jockey suédois.
- 1985 : Kae Tempest, figure du spoken word britannique.
- 1987 : Zachary Grant « Zach » Britton, joueur de baseball américain.
- 1989 : Jordin Sparks, auteur-compositeur et interprète américaine.
- 1990 : Jean-Baptiste Maunier, chanteur et acteur français.
- 1991 : 
  - Maja Jager, archère danoise.
  - Răzvan Martin, haltérophile roumain.
  - Marine Sansinena, céiste française.
- 1992 :
  - Mélanie Henique, nageuse française.
  - Nick Johnson, basketteur américain.
  - Moon Byul-yi (문별), rappeuse, danseuse et chorégraphe sud-coréenne.
- 1993 : Meghan Trainor, chanteuse, compositrice, musicienne et productrice américaine.
- 1994 : Brendan Chardonnet, footballeur français.
- 1997 : Clémence Beretta, athlète française.
- 1998 : Genevieve Hannelius, chanteuse et actrice américaine.

### XXIesiècle
- 2001 :
  - CC (cat) (en), Copy Cat, chatte américaine texane, première animale de compagnie clonée connue (° 3 mars 2020).
  - Camila Osorio, joueuse de tennis colombienne.

## Mariages

### XXesiècle
- 1951 : mariage Signoret-Montand à St-Paul-de-Vence où ils s'étaient rencontrés, avec Prévert témoin et les Pagnol parmi les invités[6].

## Décès

### Iersiècle
- 69 : Vitellius, empereur romain en 69 l'année de sa mort (° 24 septembre 15).

### XIesiècle
- 1060 : Cynesige, archevêque d'York de 1051 à 1060 (° date inconnue).
- 1100 : Bretislav II, duc de Bohême de 1092 à 1100 (° vers 1060).

### XIVesiècle
- 1397 : Guy II de Blois-Châtillon, noble français (° date inconnue).

### XVesiècle
- 1419 : Jean XXIII (Baldassarre Cossa), premier pape « Jean XXIII », déposé puis « antipape » (° vers 1360).

### XVIesiècle
- 1530 : Willibald Pirckheimer, humaniste allemand (° 1470).
- 1554 : Alessandro Bonvicino, peintre lombard (° 1498).

### XVIIesiècle
- 1612 : François IV de Mantoue, noble italien (° 7 mai 1586).
- 1641 : Maximilien de Béthune, duc de Sully, surintendant des Finances (° 13 décembre 1559).

### XIXesiècle
- 1815 : José María Morelos, prêtre et insurgé mexicain (° 30 septembre 1765).
- 1840 : Pierre Huber, entomologiste suisse (° 19 janvier 1777).
- 1866 : Thomas Gousset, prélat et théologien français (° 1er mai 1792).
- 1867 : Théodore Rousseau, peintre français (° 15 avril 1812).
- 1868 : Karl Wilhelm Bouterwek, historien et philologue allemand (° 30 août 1809).
- 1870 : Gustavo Adolfo Bécquer, homme de lettres espagnol (° 17 février 1836).
- 1886 : Adèle Esquiros, journaliste féministe française (° 12 décembre 1819).
- 1895 : John Russell Hind, astronome britannique (° 12 mai 1823).

### XXesiècle
- 1917 : Françoise-Xavière Cabrini, religieuse américaine d’origine italienne, sainte ci-après (° 15 juillet 1850).
- 1944 : Harry Langdon, acteur américain (° 15 juin 1884).
- 1961 : Elia Dalla Costa, prélat italien, archevêque de Florence de 1931 à 1961 (° 14 mai 1872).
- 1968 : Simone de Caillavet, femme de lettres française, épouse d'André Maurois (° 8 février 1894).
- 1969 : Josef von Sternberg, réalisateur austro-américain (° 29 mai 1894).
- 1975 : René Floriot, avocat français (° 20 octobre 1902).
- 1977 : Lotte Schöne (Charlotte Bodenstein dite), cantatrice franco-autrichienne (° 15 décembre 1891).
- 1979 : Darryl F. Zanuck, cinéaste américain (° 5 septembre 1902).
- 1985 : Osvaldo Farrés, compositeur cubain (° 13 janvier 1902).
- 1988 : Chico Mendes (Francisco Mendès Alves Filho dit), chef syndical brésilien (° 15 décembre 1944).
- 1989 :
  - Samuel Beckett, homme de lettres irlandais, prix Nobel de littérature en 1969 (° 13 avril 1906).
  - Max Favalelli, journaliste français (° 23 janvier 1905).
- 1991 :
  - Hans Edmund Wolters, ornithologue allemand (° 11 février 1915).
  - Ernst Křenek, compositeur autrichien (° 23 août 1900).
- 1993 :
  - Sylvia Bataille, actrice française , épouse de Jacques Lacan (° 1er novembre 1908).
  - Marion Burns, actrice américaine (° 9 août 1907).
  - Donald John « Don » DeFore, acteur américain (° 25 août 1913).
- 1995 : Thelma « Butterfly » McQueen, actrice américaine (° 7 janvier 1911).

### XXIesiècle
- 2001 : Jacques Mayol, apnéiste français (° 1er avril 1927).
- 2002 :
  - Joe Strummer (John Graham Mellor dit), musicien britannique, guitariste et chanteur du groupe The Clash (° 21 août 1952).
  - Gabrielle Wittkop, écrivaine française (° 27 mai 1920).
- 2005 : Roger Viel, joueur de rugby à XV français (° 1er avril 1949).
- 2006 : Galina Oustvolskaïa (Галина Ивановна Уствольская), compositrice russe (° 17 juin 1919).
- 2007 : Julien Gracq (Louis Poirier dit), écrivain français (° 27 juillet 1910).
- 2008 : 
  - Lansana Conté, militaire et homme politique guinéen, président de la République de Guinée de 1984 à 2008 (° 29 novembre 1934).
  - Kwan Hi Lim (en), acteur américano-coréen (Inspecteur Tanaka dans Magnum) (° 11 juillet 1922).
- 2009 : Luis Cuellar, homme politique colombien (° 22 décembre 1940).
- 2011 : Madeleine de Sinéty, photographe franco-américaine (° 13 septembre 1934).
- 2012 : Jean-Émile Friand, résistant français pendant la Seconde Guerre mondiale (° 5 février 1920).
- 2014 :
  - Jacques Chancel (Joseph Crampes dit), journaliste et écrivain français (° 2 juillet 1928).
  - John Robert « Joe » Cocker, chanteur et compositeur britannique (° 20 mai 1944).
- 2016 : 
  - John Gwilliam, joueur de rugby à XV gallois (° 28 février 1923).
  - Franca Sozzani, journaliste italienne (° 20 janvier 1950).
- 2018 : 
  - Paddy Ashdown, homme politique britannique (° 27 février 1941).
  - (ou juste avant Noël 2018) Joanne Kelly, première (en) épouse du fondateur patriarche de la troupe musicale The Kelly Family.
- 2019 : Tony Britton (Anthony Edward Lowry Britton dit), acteur britannique et anglais (° 9 juin 1924).
- 2020 : Claude Brasseur, acteur français à l'occasion pilote automobile (° 15 juin 1936).

## Célébrations

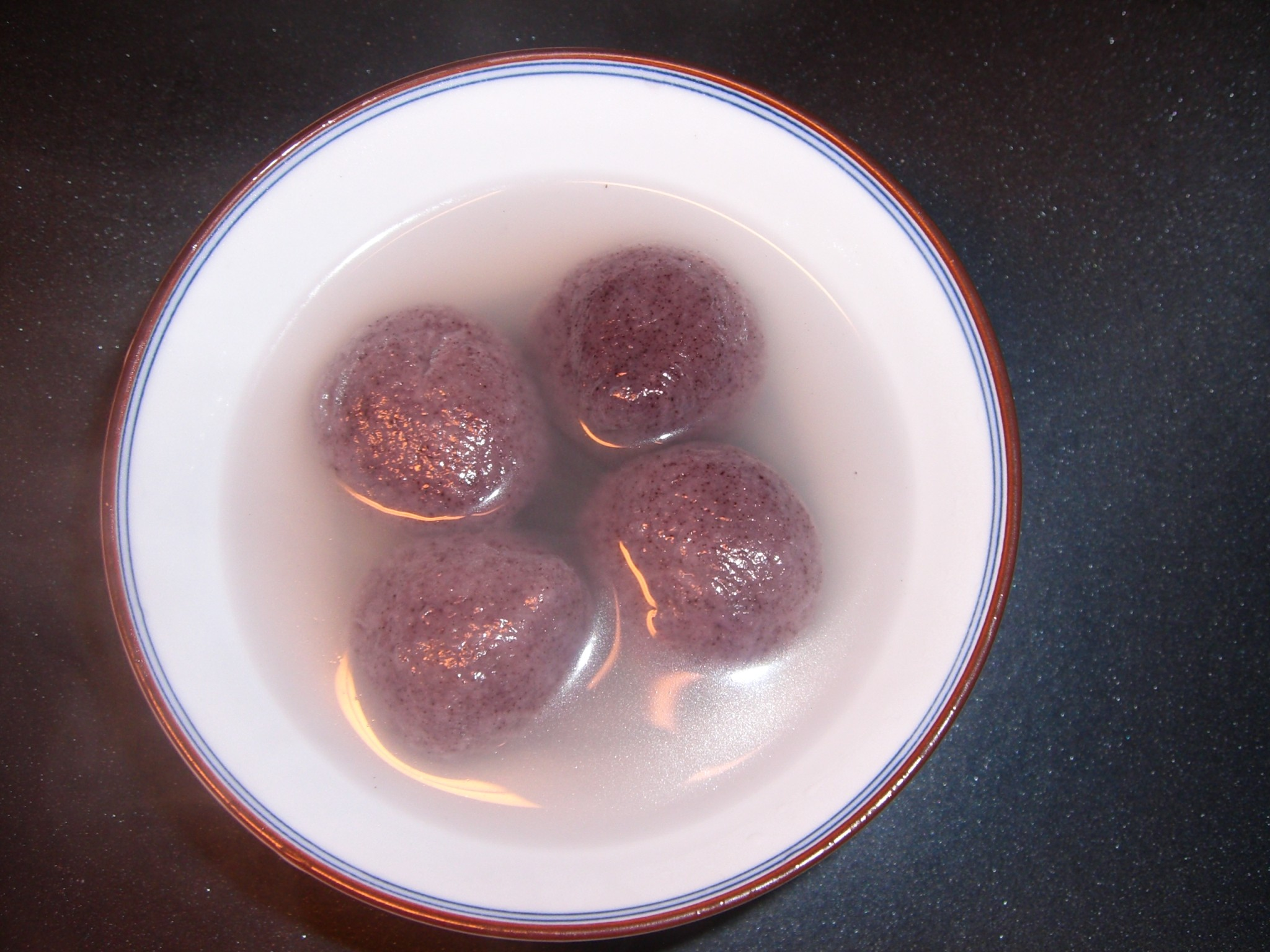
Plat traditionnel tāngyuán cuisiné pour le Dongzhi

### Internationales et nationales
- Journée mondiale de l'orgasme lorsque le solstice d'hiver tombe à cette date (sinon la veille 21 décembre voire l'avant-veille 20)[7].

- Asie de l'Est : fête asiate dont chinoise du Dongzhi ou « extrême (du solstice) de l'hiver » lorsque celui-ci tombe à cette date[8] (sinon la veille 21 voire l'avant-veille 20 décembre).

- Indonésie : fête des Mères[9].
- Viêt Nam : Vietnam people’s army day / « jour des forces armées vietnamiennes »[10].
- Zimbabwe : unity day / « fête de l'Unité »[11].

### Religieuses
- Fêtes religieuses romaines des saturnales (6e et avant-dernier jour).

### Saints des Églises chrétiennes

#### Saints des Églises catholiques et orthodoxes
Saints des Églises catholiques et orthodoxes :
- Chérémon de Nilopolis († 250), martyr et saint chrétien en Égypte, durant la persécution de Dèce[14].
- Anastasie d'Illyrie († 304) dite la Veuve ou aussi Pharmacolytria (« la Guérisseuse »), martyre avec ses compagnons Chrysogone, Théodote et ses trois enfants, Zoïle, lors de la persécution de Dioclétien.
- Chérémon (IIIe siècle), et plusieurs autres martyrs, en Égypte, durant la persécution de Dèce.
- Démètre († ?), Honorat, et Florus, martyrs à Ostie, dans le Latium.
- Flavien († 362), ancien préfet de Rome, confesseur sous Julien.
- Hunger d'Utrecht († 866), évêque.
- Ischyrion d'Alexandrie († v. 250), martyr.

#### Saints et bienheureux des Églises catholiques
Saints et bienheureux des Églises catholiques :
- Adam († 1210), prêtre et sacristain allemand de l'abbaye de Loccum (de) en Saxe.
- Françoise-Xavière Cabrini († 1917) dite « Mère des émigrants », missionnaire italienne aux États-Unis, fondatrice à Chicago de la congrégation des « Sœurs missionnaires du Sacré-Cœur ».
- Gratien de Kotor († 1509), pêcheur à Kotor, au Monténégro, jardinier au couvent de Saint-Christophe des Ermites de Saint-Augustin.
- Jutta († 1136), bienheureuse, recluse au mont Saint-Disibode, à Bingen, dans la vallée du Rhin, qui y forma Hildegarde de Bingen.

#### Saints orthodoxes(aux dates parfois"juliennes"ou orientales)
Saints des Églises orthodoxes :
- Démètre († 1938), et Théodore, prêtres, martyrs par la main des communistes en Russie (voir aussi Dimitri, 26 octobre).

### Prénoms du jour
- Françoise-Xavière et prénoms associés à Xavière : Saveria, Savéria, Xavéria, Xaveria, Xavera, Xavéra, Xavérianne, Xavérie, Xaverine, Xavieira, Xaviéra, Xaviérine, Saverina, Savérina, Javiera (voir aussi 3 décembre, pour leurs variantes masculines : Xavier, François-Xavier, FiX, etc. voire Severino, sinon à la saint(e)-Séverin(e)).

Et aussi : 
- Adam et ses variantes Adame, Adamo, Adams, Adan et Adem,
- Deved,
- Gratien et ses variantes, masculine Gracien et féminines Gracienne et Gratienne (et non pas Gatien des 18 décembre),
- Jutta.

## Traditions et superstitions

### Dictons
- « À la saint Gratien, vilain, ramasse ton bois et endors-toi. »[15][réf. à confirmer]

### Astrologie
- Signe du zodiaque : 1er jour du Capricorne.

## Toponymie
- Les noms de plusieurs voies, places, sites ou édifices de pays ou régions francophones contiennent cette date sous diverses graphies : voir Vingt-Deux-Décembre .